# Bayerische D IX
Die Dampflokomotiven der Bauart D IX wurden vom Unternehmen Maffei zwischen 1888 und 1899 für die Königlich Bayerischen Staatseisenbahnen hergestellt. Sie wurden auf der Bahnstrecke Freilassing–Bad Reichenhall sowie dem Abschnitt Freilassing–Salzburg der Bahnstrecke Rosenheim–Salzburg eingesetzt. Nachdem eine Maschine auf der Bahnstrecke Bad Reichenhall–Berchtesgaden erfolgreich eingesetzt worden war, kamen sie auch auf den Vorortbahnen von Augsburg, München und Nürnberg zum Einsatz.
Die verschiedenen Bauserien wiesen kaum Unterschiede auf. Erst 1896 wurden bei den Heizflächen, den Maßen und den Vorräten leichte Änderungen vorgenommen. Nicht bewährt hatte sich neben der starren Anordnung der Treibsätze und des Laufradsatzes auch die Anordnung der Zylinder genau vor dem Laufradsatz. Die Loks der Baureihe D IX konnten auf ebener Strecke 170 t mit einer Geschwindigkeit von 65 km/h, auf Strecken mit 2 % Steigung 95 Tonnen mit 20 km/h befördern.
Bis auf ein Exemplar, welches durch Bayern schon zuvor ausgemustert wurde, übernahm die Deutsche Reichsbahn alle Fahrzeuge. Einige Exemplare wurden schon vor 1925 ausgemustert, alle anderen folgten bis 1932.
Von der Bayerischen D IX blieb kein Exemplar erhalten.